# Lionneta veli
Lionneta veli är en spindelart som beskrevs av Michael Ilmari Saaristo 2002. Lionneta veli ingår i släktet Lionneta och familjen dansspindlar.
Artens utbredningsområde är Seychellerna. Inga underarter finns listade i Catalogue of Life.